# A Deeper Cut
Albums de The Temperance Movement
White Bear
(2016)
A Deeper Cut est le troisième album du groupe de blues rock britannique The Temperance Movement, sorti en février 2018 en digipack.
À partir du 25 mars, et pour 4 mois, le groupe effectue une tournée européenne pour promouvoir l'album.

## Liste des titres
Toutes les chansons sont écrites et composées par The Temperance Movement.
| 1.    | Caught in the Middle                 | 2:40 |
| 2.    | Built-In Forgetter                   | 4:21 |
| 3.    | Love and Devotion                    | 3:23 |
| 4.    | A Deeper Cut                         | 3:44 |
| 5.    | Backwater Zoo                        | 3:54 |
| 6.    | Another Spiral                       | 3:28 |
| 7.    | Beast Nation                         | 3:23 |
| 8.    | The Way It Was And The Way It Is Now | 3:17 |
| 9.    | Higher Than The Sun                  | 3:21 |
| 10.   | Children                             | 4:08 |
| 11.   | There's Still Time                   | 3:31 |
| 12.   | The Wonders We've Seen               | 4:00 |
| 43:10 |                                      |      |

## Crédits
| - Phil Campbell : piano, chant - Nick Fyffe : basse - Simon Lea : batterie - Matt White, Paul Sayer : guitares | - Production : The Temperance Movement - Production, enregistrement, mixage : Sam Miller - Mastering : Geoff Pesche - Design : Stewart Chown |

## Classements
| Classement (2018)                     | Meilleure position |
| ------------------------------------- | ------------------ |
| Allemagne (Media Control AG)          | 44                 |
| Autriche (Ö3 Austria Top 40)          | 43                 |
| Écosse (OCC)                          | 2                  |
| Suisse (Schweizer Hitparade)          | 34                 |
| Royaume-Uni (UK Albums Chart)         | 6                  |
| Royaume-Uni (UK Rock and Metal Chart) | 1                  |